# 남할마헤라서뉴기니어군
남할마헤라·서뉴기니어군(영어: South Halmahera–West New Guinea languages, SHWNG)은 말레이폴리네시아어파에 속하는 어군이다. 인도네시아 북말루쿠주의 할마헤라해 해안 지역과, 파푸아주 및 서파푸아주의 츤드라와시만 지역에서 쓰이는 언어들이 속한다.
남할마헤라서뉴기니어군의 계통적 통일성은 어휘적·음운론적 증거에 의해 잘 뒷받침된다. 로버트 블러스트 (1978)는 남할마헤라서뉴기니어군이 오세아니아어군과 가장 가까운 관계이며 함께 동말레이폴리네시아어군을 이룬다고 주장했지만, 모든 학자가 여기에 동의하지는 않는다.
여기에 속하는 언어 대부분은 짧은 어휘목록 외에는 알려진 바가 없지만 할마헤라섬의 불리어와 츤드라와시만의 비악어 및 와로펜어는 비교적 많이 연구되어 있다.

## 분류
남할마헤라서뉴기니어군은 전통적으로 두 개의 지리적 분류로 나뉜다.
- 남할마헤라어군 (할마헤라섬의 서남해안. 봄베라이 반도에도 한 개의 언어가 있음.)
- 서뉴기니어군 (뉴기니 서쪽의 라자암팟 제도와 츤드라와시만의 해안과 섬.)

그러나 음운변화로 볼 때 남할마헤라 언어들과 라자암팟 언어들은 하나의 분기군을 이룬다고 생각된다. Blust (1978) 및 라자암팟 제어의 주요 연구자인 베르트 레메이센(Bert Remijsen)이 이러한 견해를 지지한다. 이에 따르면 남할마헤라서뉴기니어군의 구조는 다음과 같다.
- 츤드라와시어군
- 할마헤라어군 (남할마헤라 + 라자암팟)

David Kamholz (2014)는 몇몇 새로운 언어들 및 기존 언어들을 남할마헤라서뉴기니어군의 독립된 분기군으로 분류한다.
- 이라루투·나비어군: 이라루투어, 쿠리어(나비어)
- 베도나스·에로콰나스어군(봄베라이어군): 아르구니어, 베도나스어, 에로콰나스어
- 맘베라모하류어군 (파푸아 제어가 아닐 경우)
- 모르어
- 탄디아어
- 와로펜어

## 참고 문헌
- Kamholz, David. 2014. South Halmahera–West New Guinea: The history of Oceanic's closest relative. LSA Annual Meeting. Minneapolis, MN.